# شاونا روهبوک
شاونا روهبوک (انگلیسی: Shauna Rohbock; ۴ آوریل ۱۹۷۷ – ) بازیکن فوتبال، و ورزشکار دو و میدانی اهل ایالات متحده آمریکا بود.
وی در مسابقات کشوری و بین‌المللی در مجموع برندهٔ ۳ مدال نقره، ۳ مدال برنز شده‌است.